# Nedjeljko Fabrio
Nedjeljko Fabrio (Split, 1937. november 14. – Fiume, 2018. augusztus 4.)) horvát író és akadémikus.

## Élete és pályafutása
Splitben született, de családja később Fiumébe költözött. Iskoláit Fiumében végezte, ahol nyolc évfolyamos általános iskolába (1947-1955) és az I. számú gimnáziumba járt. A Zágrábi Egyetem Filozófiai Karán 1961-ben szlavisztikából és olasz nyelvből szerzett diplomát. Egyetemi oktató, a fiumei "Ivana Zajc" Nemzeti Színház színműírója, a Zágrábi és Rádió és Televízió irodalmi műsorának szerkesztője, valamint a zágrábi Színművészeti Akadémia tanára volt. Emellett mesemondó, drámaíró és műfordító is volt. Zágrábban élt és dolgozott. 1997-tól a Horvát Tudományos és Művészeti Akadémia (HAZU) rendes tagja és a Matica hrvatska zágrábi alelnöke, 1989 és 1995 között a Horvát Írószövetség (DHK) elnöke, tagja volt a Horvát Műfordítók, Színházkritikusok és Teatrológusok Társaságának. Zenei témájú cikkeket és kritikákat is írt és publikált. Nevezetes díjak nyertese, az Adriai Irodalmi Találkozók résztvevője volt.

## Irodalmi tevékenysége
Előbb költőként és regényíróként, majd drámaíróként, a nyolcvanas évek közepén pedig regényíróként tűnt fel. Irodalmi munkássága fiumei témákhoz és a horvát-olasz kapcsolatok problémáihoz kapcsolódik. Szüleivel Fiuméba érkezve követhette azokat a nagy történelmi változásokat, amelyeket Olaszország 1943-as kapitulációja és a második világháború vége idézett elő. A főként olasz nemzetiségű lakosság (esodo) második világháború utáni elvándorlásának nagy témájával foglalkozott a „Vježbanje života” (A élet gyakorlata) című regényében. Darko Gašparović dramaturgiai feldolgozása után a mű több mint nyolcvan alkalommal szerepelt sikerrel a Fiumei Színház színpadán.
Rijeka múltjának témáiból írt nagyszabású prózai műveket. Munkáját gyakran kísérték különféle viták, az írószövetségi tagságról való drámai lemondása például messze földön visszhangra talált. Aztán a Nobel-díj botránya, amit Fabrio a következő szavakkal kommentált: „Valaki külföldről jelölt, és ennyi.” „Smrt Vronskog” (Vronski halála) címmel megírta az első, a horvátországi háborúról szóló regényét is, amelyet egyesek, mint az író Miljenko Jergović, ellenségesen fogadtak, míg mások nagy műnek minősítették.

## Főbb művei

### Kiadott művei
- Odora Talije, Rijeka, 1963.
- Partite za prozu, Rijeka, 1966.
- Apeninski eseji, Zagreb, 1969.
- Labilni položaji, Zagreb, 1969.
- Reformatori, 1968.; Admiral Kristof Kolumbo, 1969.
- Čujete li svinje kako rokću u ljetnikovcu naših gospara?, 1969.
- Meštar, 1970.; Kralj je pospan, 1971.
- Drame, Zagreb, 1976.; Magnificat, 1976.
- Štavljenje štiva, Zagreb, 1977.
- Lavlja usta, Zagreb, 1978.
- Vježbanje života, Zagreb, 1985., 1986, 1990., 1996., Pécs, 1994.[5]
- Kazalištarije, Zagreb, 1987.
- Berenikina kosa, Zagreb, 1989., 1990., Klagenfurt, 1992., Milano, 1995.
- Izabrane pripovijetke, Zagreb, 1990.
- Smrt Vronskog, Zagreb, 1994., i 1998.
- Koncert za pero i život, Zagreb, 1997.
- Maestro i njegov šegrt, Zagreb, 1997.
- Triemeron (2002.),[6][7][8]
- Ruža vjetrova: sjeverojadranski i drugi eseji (2003.)
- Orfejeva djeca (2008).

### Alkalmazott művei
- Reformatori, NK "Ivan Zajc", Rijeka, 1968.
- Čujete li svinje kako rokću u ljetnikovcu naših gospara?, HNK Ivana pl. Zajca, Rijeka, 1970., ZKM, Zagreb, 1977.
- Meštar, SEK, Zagreb, 1971.;
- Vježbanje života (színpadra alkalmazta: Darko Gašparović), HNK Ivana pl. Zajca, Rijeka, 1989.
- Berenikina kosa, HNK u Zagrebu

## Díjai
- 1993.: Bethlen Gábor-díj
- 2002.: Herder-díj
- 2003.: Ivan Goran Kovačić-díj, a Triemeronért
- 2007.: Vladimir Nazor-díj életművéért
- 2013.: Crikveničko sunce-díj

## Emlékezete
- Fabrio (2012), Bernardin Modrić dokumentumfilmje
- Nedjeljko Fabrio emlékszobája, amelyet 2019-ben nyitottak meg a Novi Vinodolski Nemzeti Olvasóteremben és Könyvtárban

## Fordítás
Ez a szócikk részben vagy egészben  a   Nedjeljko Fabrio című horvát Wikipédia-szócikk ezen változatának fordításán alapul.  Az eredeti cikk szerkesztőit annak laptörténete sorolja fel. Ez a jelzés csupán a megfogalmazás eredetét és a szerzői jogokat jelzi, nem szolgál a cikkben szereplő információk forrásmegjelöléseként.